# مديرية المحويت

تعديل مصدري - تعديل

مديرية المحويت إحدى مديريات محافظة المحويت اليمنية والتي تقع إلى الغرب من العاصمة صنعاء. بلغ عدد سكانها 39163 نسمة عام 2004. تحيط هذه المديرية بمدينة المحويت.

موقع مديرية المحويت في محافظة المحويت